# Åkerbo, Bankekinds och Hanekinds tingslag
Åkerbo, Bankekinds och Hanekinds tingslag var ett tingslag i Östergötlands län och i Åkerbo, Bankekinds och Hanekinds domsaga. Det bildades 1 januari 1889 av Åkerbo tingslag, Bankekinds tingslag och Hanekinds tingslag. Tingslaget upplöstes 1 januari 1924 då dess verksamhet överfördes till Linköpings domsagas tingslag.

## Ingående områden
Tingslaget omfattade häraderna Åkerbo, Bankekind och Hanekind.